# 스밀로돈
스밀로돈(Smilodon)은 마카이로두스아과에 속하는 멸종된 속의 하나로, 대략 250만년 전에서 1만년 전까지 남북아메리카에서 생존했던 검치호랑이의 가장 대표적인 속이다. 때로 스밀로돈이 검치호랑이라고 불리기도 한다. "검치"라는 이름의 이유는 경이로운 길이의 윗턱 송곳니이다. 캘리포니아의 라브레아 타르 웅덩이에는 100여 마리의 스밀로돈이 이곳의 타르에 빠져 죽었으며, 그 이유는 먼저 빠져 죽은 매머드를 포식하기 위해서였던 것으로 보인다. 완벽히 보존된 스밀로돈 뼈가 로스앤젤레스 자연사 박물관에 다수 있다.
흔히 검치"호랑이"라고 부르긴 하지만, 스밀로돈은 멸종한 아과인 마카이로두스아과에 속하는 속이며, 다른 아과인 표범아과에 속하는 호랑이와 별로 연관관계가 없다.
고양이과 최대의 동물 중 하나로서, 이 거대한 체격의 육식 동물의 가장 무거운 개체는 체질량이 아마 400 kg까지 이르렀을 것이다.

## 같이 보기
- 거대동물